# 교황 바오로 6세
교황 바오로 6세(라틴어: Paulus PP. VI, 이탈리아어: Papa Paolo VI)는 제262대 교황(재위: 1963년 6월 21일 - 1978년 8월 6일)이며 로마 가톨릭 성인이다. 본명은 조반니 바티스타 엔리코 안토니오 마리아 몬티니(이탈리아어: Giovanni Battista Enrico Antonio Maria Montini)이다.
바오로 6세는 교황 요한 23세의 유지를 이어받아 제2차 바티칸 공의회를 재개하여 교회의 쇄신을 성공적으로 마무리하였다. 또한, 교황 비오 12세 이래 시작된 교회의 국제화를 계속 이어가도록 기초를 다졌으며, 동방 정교회와 개신교 등 다른 노선의 기독교 지도자들과 역사적인 만남을 갖고 협정을 맺음으로써 기독교 교파 간의 일치와 관계 개선을 도모하였다.
산아 제한 등에 대한 바오로 6세의 견해는 서유럽과 북아메리카에서 논쟁을 불러왔으나, 동유럽과 남유럽, 남아메리카에서는 환영을 받았다. 그의 재위기간 동안 이따금 학생 운동과 베트남 전쟁 등의 변동이 일어나 세계의 대변혁이 일어났다. 한편, 대한민국의 순교자 24위를 추가로 시복하고 김수환(스테파노) 대주교를 한국인 최초의 추기경에 서임하기도 하였다.
1993년 5월 11일 교황 요한 바오로 2세에 의해 하느님의 종으로 선포되었으며, 2012년 12월 20일 교황 베네딕토 16세에 의해 영웅적 덕행을 인정받아 가경자로 선포되었으며, 2014년 10월 19일 교황 프란치스코에 의해 시복되었다. 2018년 10월 14일, 로마 성베드로 성당에서 교황 프란치스코의 집전으로 엘살바도르의 산살바도르 대교구장이었던 오스카 로메로 대주교(Oscar Arnulfo Romero Galdámez)등 6명의 복자들과 더불어 시성되었다. 그의 축일은 그가 태어난 날인 9월 26일로 지정되었다.

## 생애 초기
조반니 바티스타 몬티니는 1897년 9월 26일 이탈리아 롬바르디아 브레시아 주에 있는 콘체시오의 마을에서 태어났다. 그의 아버지 조르조 몬티니는 변호사, 기자, 가톨릭 액션의 지도자, 이탈리아 국회의원을 지냈다. 어머니 주데타 알히시는 시골 귀족 집안 출신이었다. 조반니 바티스타 몬티니에게는 나중에 각각 의사와 변호사 겸 정치인이 되는 프란체스코 몬티니와 루도비코 몬티니 등 두 명의 형제가 있었다. 1897년 9월 30일, 몬티니는 유아세례를 받았다. 1916년, 몬티니는 예수회에서 운영하는 학교인 체사레 아리치에 입학하였으며, 아르날도 다 브레시아 국립학교에서 졸업장을 받았다. 그의 학업은 병마와의 싸움으로 종종 중단되었다. 1916년, 몬티니는 가톨릭 사제가 되고자 신학교에 입학하였다. 같은 해 5월 29일에 그는 사제 서품을 받았으며, 콘체시오에 있는 부모의 집 근처의 마돈나 델레 그라치에 성당에서 첫 미사성제를 봉헌하였다. 같은 해 몬티니는 밀라노에서 공부하여 교회법 박사학위를 받았다. 이후 그는 그레고리오 대학교, 로마 라 사피엔차 대학교에서 공부하였다. 1922년, 스물다섯 살이 된 몬티니는 교황청 국무원에 들어가 일하였다.

## 바티칸에서의 경력

### 교황 대사
몬티니가 겪은 유일한 외교 경험은 그가 1923년에 폴란드 주재 교황 대사로 지낸 시절이었다. 극우 성향의 국가주의가 단순히 폴란드에만 국한되지 않고 확산하면서 몬티니는 커다란 문제에 직면하게 되었다. 이들 국가주의는 외국인을 모두 적으로 취급하는 모습을 띠었는데, 특히 국경 지역에서 정도가 심했다. 게다가 인접국끼리 서로 자국이 팽창하기 위해 정복해야 한다고 보았다. 평화는 전쟁 간에 타협으로 찾아왔으며, 그것도 오래가지 못했다. 로마로의 소환 명령을 받은 몬티니는 무척 행복해하였다. 나중에 그는 이 시절을 “내 생애의 한 부분으로서, 유용하긴 했지만 단 한 순간도 즐거운 일이 없었다.”고 회고하였다. 폴란드에서 로마로 돌아온 몬티니는 곧바로 바티칸에서 업무를 보았다. 나중에 교황이 된 그는 폴란드로 돌아가 성모 순례지를 방문하고자 했지만, 공산주의 정부가 들어서면서 실현되지 못하였다.

### 학생들과 정치

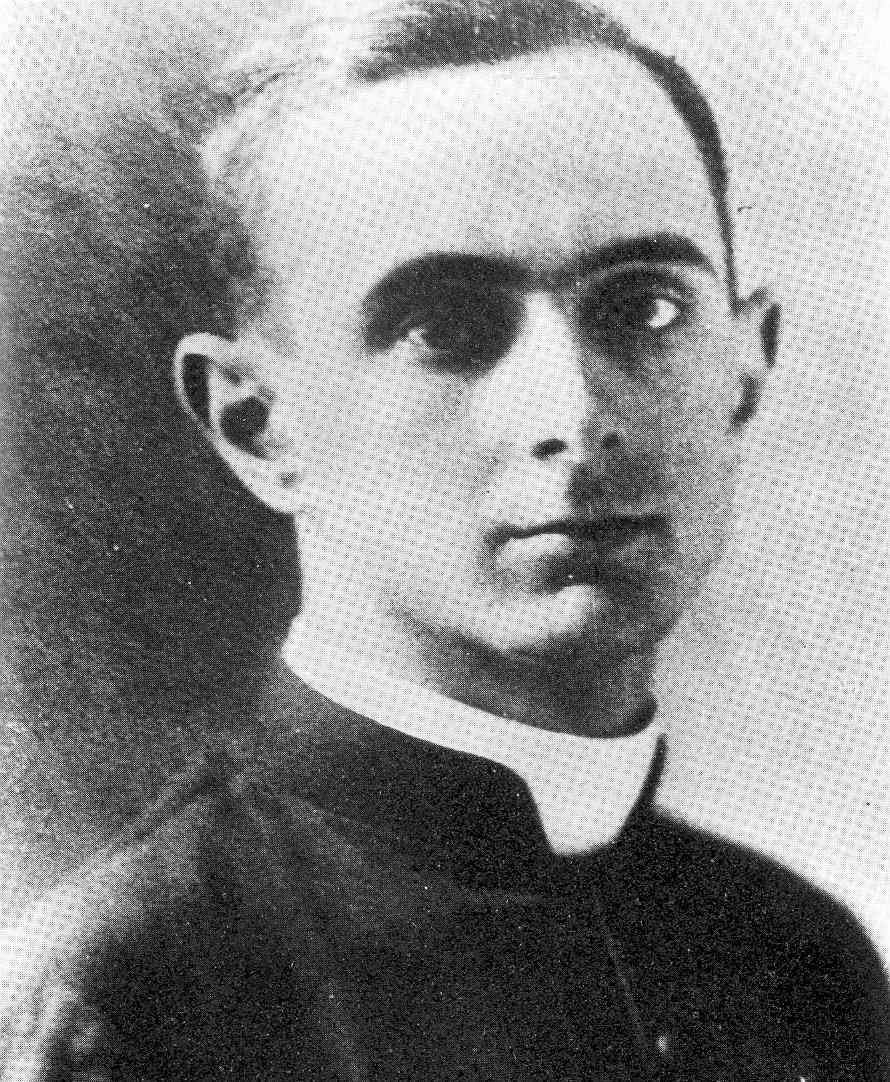
사제 시절의 몬티니

몬티니가 폴란드에서 돌아왔을 당시 이탈리아는 파시스트당이 만들어져 득세하고 있었다. 몬티니는 파시스트에 대항할 수 있는 가장 강력한 무기는 강한 믿음이라고 믿었다. 그는 파시스트와의 싸움에 이기려면 진실한 그리스도인들이 지금보다 더 많아져야 한다고 생각했다. 1924년에 몬티니는 대학교 소속 사제로 임명됨으로써 이탈리아 가톨릭 학생 연합의 영적 지도자가 되었다. 그는 가톨릭 청년 단체와 가톨릭 학생 모임과 자주 만나 미사와 강론을 하는 등 영적인 도움을 주었다. 몬티니는 반 파시스트주의자로 분류된 바티칸의 고위 성직자 가운데 한 사람으로 주목받았다. 프랑스 파리를 여행하던 중에 그는 당시 파리 가톨릭 대학교에서 학생들을 가르치던 자크 마르탱과 만났다. 1925년의 성년 동안 몬티니는 안젤로 론칼리와 함께 가톨릭 포교에 쓰일 물품 보관 업무를 맡았다. 몬티니는 이 시절을 어느 때보다 즐거웠다고 회고하였다. 확실히 몬티니는 교황청에서의 생활에 지쳐 있었으며, 평범한 삶과 교제 관계에 대한 동경이 있었다.
1925년, 몬티니는 가톨릭 학생 단체인 ‘Federazione degli Universitari Cattolici Italiani(FUCI)’의 담당사제가 되었다. 이 당시 파시스트 정부는 파시스트당 이외의 다른 모든 정당과 단체를 금지하였으며, FUCI는 이탈리아 대학에서 유일하게 파시스트 관련 단체가 아닌 종교 단체로 남았다. 몬티니는 교황청 국무원의 직원이었기 때문에 FUCI를 둘러싼 문제가 더 복잡해졌다. 바티칸은 베니토 무솔리니와 라테라노 조약을 맺었다. 이 조약은 거의 70년이 다 되어 간 교황의 유폐 생활을 종식하였다.
이 당시 몬티니는 교회의 신비에 대한 신학 강의를 했기 때문에 정치적 계략을 피할 수 있었다. 파시스트 언론들은 정치 공작을 위해 몬티니를 공격하였으며, 이에 맞서 바티칸의 로세르바토레 로마노는 1930년 1월 27일에 몬티니를 옹호하고 나섰다.

### 비오 12세
몬티니의 탁월한 업무 능력을 보였다. 1931년 에우제니오 파첼리 추기경은 몬티니를 교황청 학술원에서 외교관들에게 역사를 가르치는 업무를 맡겼다. 1939년 강력한 차기 교황 후보였던 파첼리 추기경이 교황 비오 12세로 선출된 후, 몬티니는 1954년까지 매일 아침 교황을 만나 아침 인사를 하였으며, 매우 친밀한 관계로 발전하였다.
“교황 성하에 대한 나의 봉사는 바티칸의 언어에 따라 정치적이거나 특수한 업무에만 국한되어있는 것은 아니었다. 교황 성하의 선하심은 나로 하여금 이 위대한 교황의 생각은 물론 영혼까지 들여다 볼 수 있게 해주었다. 나는 비오 12세 교황 성하께서 항상 고귀한 풍채와 정연하고 절제된 언어를 사용하시면서도 얼마나 엄청난 힘과 두려움을 모르는 용기를 보여주셨는지를 하나하나 자세하게 설명할 수 있다.”

제2차 세계 대전이 발발했을 당시, 몬티니는 바티칸의 외교 업무의 중추를 맡고 있는 교황청 외교부의 주요 인물이었다. 몬티니는 매일 아침 일찍 교황청 국무원에 출근해서 오전 시간 내내 근무하고, 오후에는 3층에 있는 교황의 개인 비서 사무실로 가서 업무를 보았다. 몬티니는 비오 12세의 개인 비서였다. 비오 12세는 자신의 일부 전임자들의 전례를 따라 자신의 비서실 기능을 국무성성에 전적으로 위임하였다. 전쟁 기간 내내, 세계 각지에서 비오 12세 앞으로 그에게 기도와 도움 등을 요청하는 수천 통의 편지가 도착하였다. 몬티니는 이들에게 비오 12세의 이름으로 답신을 작성해 보내는 과업을 맡았는데, 가능하면 최대한 교황이 충분히 공감하고 있고 이해하고 있으며 도움을 제공하겠다는 내용을 나타내도록 하였다.
비오 12세의 지시에 따라 몬티니는 제2차 세계대전 기간 동안 1939년부터 1947년까지 전쟁 포로와 난민들을 위한 정보 기관을 설립하였으며, 실종자에 대한 정보 요청을 세계 각지로부터 거의 천만 건 가까이 받았으며, 그에 대한 답변을 천백만 건 이상을 제공하였다. 한편, 몬티니는 베니토 무솔리니 정권에 의해 요주의 인물로 낙인 찍혀 여러 차례 공공연하게 정치적 공격을 받았지만, 그때마다 매번 바티칸의 강력한 보호를 받았다. 또한 몬티니는 비오 12세의 지시에 따라 유다인과 반파시스트 운동가 및 사회주의자 및 동맹군의 포로 수용소에서 탈출한 수백 명의 연합군의 신변을 보호하기 위해 성당 및 수도원을 이들의 보호 시설로 제공해 주었다.

## 밀라노 대교구장

추기경 시절의 문장

1954년 밀라노 대교구장 알프레도 일데폰소 슈스테르 추기경이 선종하자 후임자로서 몬티니 몬시뇰이 지명되어 대주교로 서품되었다. 이탈리아 교구에서 가장 거대한 교구인 밀라노 대교구의 교구장인 몬티니 대주교는 자연스럽게 이탈리아 주교회의 의장직을 겸하게 되었다. 교황 비오 12세는 새로운 밀라노 대교구 교구장에 몬티니 대주교를 임명한 것을 “밀라노에게 주는 자신의 개인적 선물”이라고 말했다. 1955년 1월 6일, 몬티니는 정식으로 밀라노 대성당의 소유권을 양도받았다.

### 추기경
일부 추기경들은 몬티니를 비오 12세를 계승할 차기 교황 후보자로 내다보았지만, 몬티니는 추기경단의 일원이 아니었으므로 비오 12세 사후에 열린 콘클라베에 참석하지 못하였다. 그 대신 안젤로 론칼리 추기경이 교황 요한 23세로 선출되었다. 1958년 11월 17일, 새 교황이 선출한 지 3주 안에 로세르바토레 로마노는 새로 추기경 지위를 받기로 예정된 인물들의 명단을 발표하였다. 몬티니의 이름은 목록의 가장 윗자리에 있었다. 교황 요한 23세는 1958년 12월 15일, 몬티니를 추기경에 서임하면서 그를 산 마르티노 아이 몬티 성당의 사제급 추기경에 임명하였다. 추기경이 된 몬티니는 교회 상층부로 진입하였으며, 1962년에 아프리카로 여행을 떠났다. 가나, 수단, 케냐, 콩고, 로디지아, 남아프리카, 나이지리아를 방문한 그는 나중에 교황이 되었을 때도 아프리카를 처음으로 사목 방문하였다.

## 교황

교황 바오로 6세의 문장

### 교황 선출
몬티니는 일반적으로 교황 요한 23세의 유력한 후임자로 여겨졌는데, 그 이유는 교황 비오 12세와 교황 요한 23세와 두루 친밀한 관계였으며, 사목 경험과 행정력에 있어서 모두 뛰어나다는 평가를 받았기 때문이다. 76세에 바티칸에 처음 발을 들여놓은 요한 23세는 이따금씩 자신이 교황청의 전문 인력들보다 수준이 떨어진다고 느끼곤 하였다. 반면에 몬티니는 바티칸에서 30년 가까이 근무했기 때문에 바티칸의 업무 파악 능력을 소상히 꿰뚫곤 하였다.
그와 더불어 유력한 차기 교황 후보로 거론된 볼로냐의 자코모 레르카로 추기경과 제노바의 주세페 시리 추기경 등과는 달리 몬티니는 진보주의자도 보수주의자도 아닌, 급진적인 개혁가로 여겨졌다. 그는 제2차 바티칸 공의회의 기간이 더 길어질 것으로 내다보았는데, 실제로 요한 23세가 예상했던 것보다 공의회는 더 오래 지속되었음에도, 어떤 가시적인 성과도 내놓지 못하고 있었다. 요한 23세는 선견지명은 있었지만, 명확한 안건은 갖고 있지 않았다. 공의회 개막 당시 그의 연설은 1960년대의 특징인 지나친 긍정주의와 일을 진행하는데 있어서의 자신감의 어조를 띄고 있는 것으로 분석된다. 1963년 6월 3일 교황 요한 23세가 위암으로 선종하면서 새 교황을 선출하기 위한 콘클라베가 소집되었다.
몬티니는 6월 21일 콘클라베가 시작된 지 3일 만인 제6차 투표에서 교황으로 선출되었다. 당시 추기경단 단장인 외젠 티세랑 추기경이 그에게 다가가 교황으로 선출된 것을 받아들이겠느냐고 묻자, 몬티니는 “주님의 이름으로 받아들이겠습니다.”(Accepto, in nomine Domini)라고 대답하였다. 몬티니는 교황으로서 자신의 새 이름으로 바오로를 선택하여, 바오로 6세로 명명되었다. 교황 선거가 진행되는 동안 구스타보 테스타 추기경은 몬티니의 반대자들이 그의 교황 선출을 좌절시키기 위해 노력하는 것을 멈추어야 한다는 요구를 했다고 전해진다.
오전 11시 22분 시스티나 경당의 굴뚝에서 처음으로 흰 연기가 피어오른 후, 알프레도 오타비아니 추기경이 성 베드로 대성전의 중앙 발코니에 나와서 몬티니가 새 교황으로 선출되었다는 소식을 세상에 전하였다. 이어서 모습을 드러낸 바오로 6세는 전통적인 우르비 에트 오르비를 하는 대신 짧은 교황 강복을 내렸다.
바오로 6세는 장차 자신에게 무슨 일이 기다리고 있을지 예감하였다. 그는 자신의 일기에 다음과 같은 글을 남겼다. “내 지위는 유일무이하다. 그렇기 때문에 엄청난 고독을 가져다 준다. 이전까지 나는 외딴 곳에 홀로 남겨진 듯한 기분이 들었지만, 지금은 이러한 고독에 대해 완벽함과 경외로움을 느끼고 있다.” 그는 교황이 된 자신에게 닥칠 것으로 예상되는 새로운 고독을 두려워하지 않았다. 또한 그는 이를 헤쳐나가기 위해 다른 사람에게 도움을 요청하거나 모든 것을 털어놓는 것은 모두 부질 없는 짓이라는 것을 깨달았다. 그는 하느님 외에 자신의 곁에는 아무도 없다고 보았다. 그는 하느님과의 대화야말로 가장 완벽하며 어느 누구와의 대화와도 비교할 수 없다고 생각했다.

### 교황 예식 개혁
바오로 6세는 교황직의 제왕답고 호화로운 요소를 멀리 하였다. 후임자인 교황 요한 바오로 1세가 교황관을 거부함으로써 바오로 6세는 교황관을 쓴 마지막 교황이 되었다. 바오로 6세는 밀라노 대교구가 자신에게 기증한 교황관을 미국인 신자들에게 선물로 보내는 형식으로 미국 워싱턴 D.C.의 원죄 없으신 잉태 성당에 기부하였다. 성당 측은 바오로 6세의 교황관을 지하실에 현재까지 영구 전시하고 있다. 바오로 6세는 또한 스위스 근위대만 유일하게 바티칸의 무력단체로 유지한 채 팔라티누스 근위대와 귀족 근위대를 해산하였다.

### 제2차 바티칸 공의회

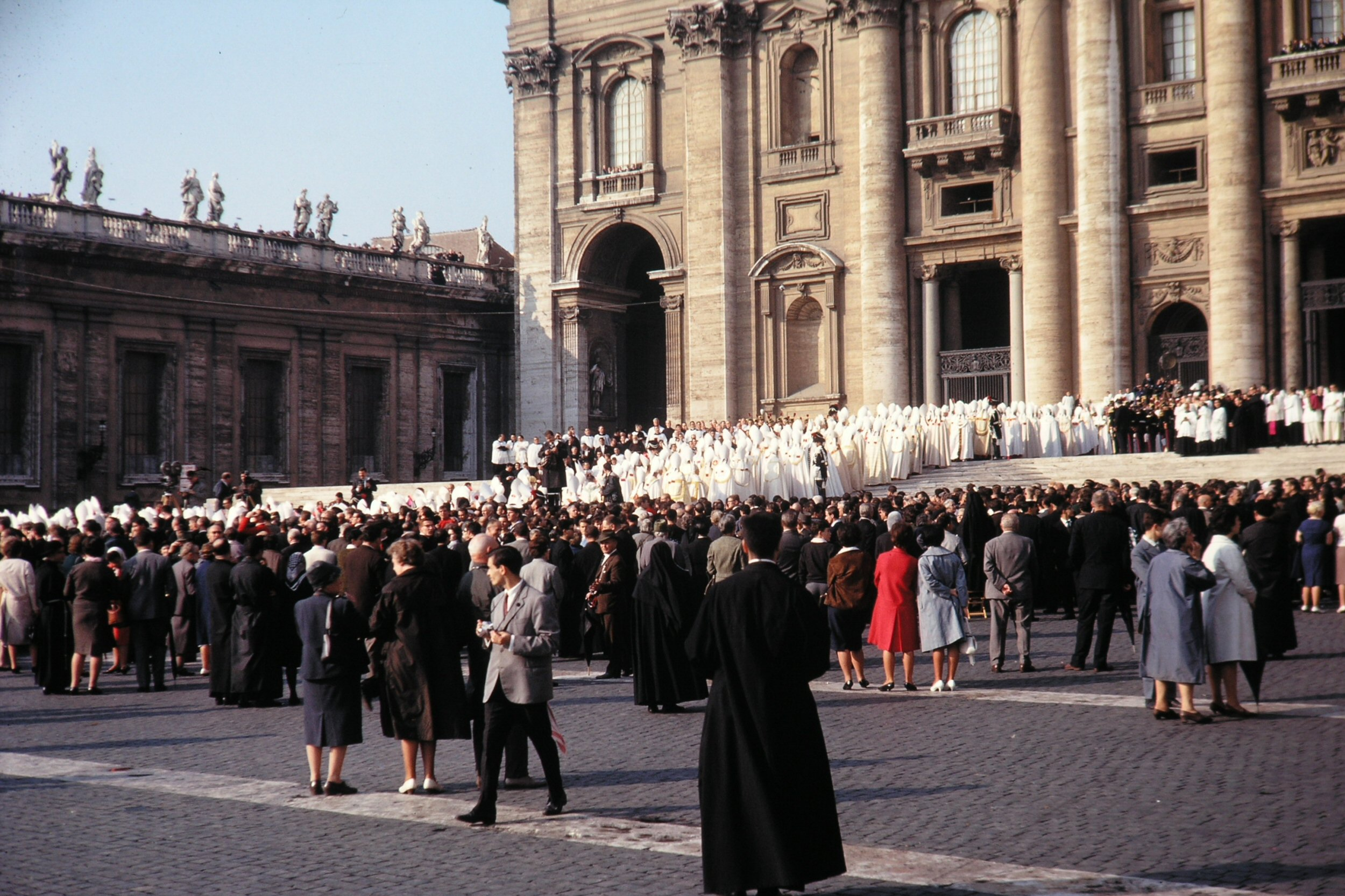
제2차 바티칸 공의회의 개막식

바오로 6세는 선임자인 요한 23세의 선종 이후 중지되었던 제2차 바티칸 공의회를 재개하여(교회법상 교황의 선종 시 공의회는 자동으로 중지된다), 1965년에 성공적으로 마쳤다. 서로 대립각을 이루는 이해와 논란 속에서도 바오로 6세는 교회 쇄신이라는 목표를 향해 나아감으로써 트리엔트 공의회 이후 400년 간 이어져 온 교회 전례양식의 대폭적인 개정 등을 비롯하여 상당히 많은 개혁을 단행하였다.
1964년 9월 14일, 제2차 바티칸 공의회 제3회기를 개최한 바오로 6세는 공의회 교부들에게 공의회에서 나와야 할 가장 중요한 문헌은 교회에 관한 문헌이라고 말하였다. 공의회에서 교황과 주교들의 관계와 역할에 대한 논의를 시작하자, 바오로 6세는 교황의 수위권을 재차 확인하는 교회헌장 《인류의 빛》(Lumen Gentium)을 발표하였다. 또한, 미국의 주교들이 가장 먼저 종교의 자유 문제를 조속히 결의하여야 한다고 촉구하였으나, 바오로 6세는 종교의 자유 문제는 교회 일치 운동과 같은 부류의 문헌과 같이 승인되어야 한다고 밀어붙였다. 공의회는 1965년 12월 8일 원죄 없이 잉태되신 동정 마리아 대축일에 폐막하였다.
더불어 제2차 바티칸 공의회의 제3회기와 제4회기 사이에 바오로 6세는 로마 교황청 기구 개편, 교회법 개정, 가톨릭 신자와 다른 종교 신자의 혼인에 대한 규정, 산아 제한에 대한 입장 표명 등 여러 굵직한 현안들을 능숙하게 처리하였다.

### 교회 개혁

#### 세계주교대의원회의
1965년 9월 14일 바오로 6세는 교회 상설기구 겸 교황의 자문기구로서 세계주교대의원회의 설립을 승인하였다. 주교대의원회의란, 교황과 주교들 사이의 밀접한 연합을 촉진하고 또한 신앙과 도덕의 옹호와 발전 및 교회의 규율 준수와 강화를 위해 교황에게 자문으로 보필하며, 더불어 세상에서의 교회 행동에 관한 문제들을 숙고하기 위해 세계의 각 지역교회에서 선발된 주교들이 정해진 시기에 함께 모이는 회합을 말한다. 그의 재위기간 동안 특정한 문제를 다루기 위해 세계주교대의원회의가 몇 차례 개최되었으며, 한 예로 1974년 9월 9일에 개최된 현대 사회에서의 선교 활동에 관한 내용을 골자로 한 세계주교대의원회의가 있었다.

#### 교황청 개혁
바오로 6세는 1922년부터 1954년까지 한 세대 동안 교황청에서 일해왔기 때문에 누구보다도 교황청에 대해 잘 알고 있었다. 그는 자신의 개혁을 한꺼번에 단행하기 보다는 단계적으로 실행에 옮겼다. 1968년 3월 1일 그는 과거 비오 12세가 착수하여 요한 23세까지 진행되어 왔던 새로운 규정인 《교황궁 규정 변경》(Pontificalis Domus)을 공포하였으며, 3월 28일과 다음해까지 이어지는 추가적인 사도적 서한을 공포하면서 교황청 관료 수의 감소, 기존 교황청 기구의 간소화, 교황청 내 여러 직책에 비(非)이탈리아인을 대거 앉혔다. 이를 통해 바오로 6세는 교황청 전체를 대대적으로 혁신하였다.

#### 교황 선출
바오로 6세는 앞으로 콘클라베에서는 80세 미만의 추기경들에게만 교황을 선출될 수 있는 자격을 부여하도록 지시하여 교황 선출 방식을 혁신하였다. 1966년 8월 6일 그는 자의교서 《거룩한 교회》(Ecclesiae Sanctae)를 발표하여, 교구의 모든 주교와 법률상 그들과 동등한 이들은 75세가 되면 자신의 자유의사에 따라 교황 등 관할 권위에 사의를 표명하도록 권고하였다. 이러한 권고는 곧 모든 추기경에게로 확대되었다. 그리하여 교황은 고령으로 은퇴한 주교 및 추기경들의 자리를 젊은이들로 교체했으며, 로마 교황청의 혁신을 도모하였다.

#### 전례 개혁
제2차 바티칸 공의회의 결정에 따라 바오로 6세는 로마 미사 경본에 대한 전반적인 개정 작업을 지시하였다. 1969년 4월 바오로 6세는 새 미사 통상문을 승인하였는데(1970년에 반포), 여기에는 미사 중에 종래처럼 라틴어만 고수하는 것이 아닌 모국어도 사용해도 좋다는 승인과 더불어 주례 사제가 제대를 사이에 두고 회중을 마주보며 전례를 거행하는 것도 허용한 점, 제대와 감실의 분리, 성찬 제정 및 축성문 후에 기념환호를 도입하는 것, 복음서 낭독 전에 있는 두 개의 독서 중 한 가지를 읽을 수 있는 권한을 평신도들에게 부여한 것, 봉헌을 위해 평신도들이 빵과 포도주를 들고 사제에게 건네는 것 등 상당히 많은 개정과 변화가 있었다. 이후로도 바오로 6세는 1964년, 1967년, 1969년 그리고 1970년에도 가톨릭교회의 모든 전례 양식을 개혁하는 데 중점을 둔 지침들을 반포하였다.

## 사목 방문

교황 바오로 6세가 방문한 국가들 (노란색)

교황 바오로 6세는 6대륙을 방문한 최초의 교황이면서 그 당시 역사상 가장 장시간 여행한 교황으로서, 그 덕분에 ‘순례자 교황’이라는 별명이 붙었다. 이로써 바오로 6세는 교황직의 새로운 활로를 연 장본인으로서, 그의 후임자들도 이러한 길을 계승하였다. 바오로 6세는 1964년 이스라엘(Terra Sancta)을 방문하였으며, 인도의 봄베이와 콜롬비아의 보고타를 잇달아 방문하였다. 1967년에는 50세 이후 처음으로 포르투갈의 파티마를 방문하였다. 1967년에는 아프리카를 사목 방문하였다. 1970년에는 당시 영연방에 속하던 홍콩을 방문하고 그해 11월 27일 필리핀 마닐라 국제 공항에서는 한 괴한이 칼을 휘둘러 바오로 6세를 암살하려 한 시도가 있었다. 암살 기도는 다행히 미수로 끝났다.
1965년 8월, 바오로 6세는 교황으로서는 최초로 미국을 방문하였다. 교황은 당시 존슨 대통령에 의해 말려들어 점차 확대되어 가던 베트남 전쟁을 염두에 두고 유엔에서 평화를 주제로 한 연설문을 발표하였다.
이번 짧은 방문은 나에게 크나큰 영광을 안겨다 주었습니다. 그것은 바로 국제 연합 본부에서 온 세상에 평화를 선언하는 것입니다. 나는 이 특별한 시간을 결코 잊지 못할 것입니다. 우리는 이곳이 큰 특권을 누리는 곳이면서 세계 시민들의 평화를 위한 인류 관계의 중심지에 있어야 한다는 것보다 더 적합한 결론을 도출할 수 없음을 알아야 합니다.

더이상 전쟁은 안 됩니다. 두 번 다시 전쟁이 일어나서는 안 됩니다. 평화, 우리 인류의 운명을 이끌어야 하는 것은 바로 평화입니다.

김수환 추기경은 자서전 《추기경 김수환 이야기》에서 하루는 필리핀 방문을 준비 중이었던 바오로 6세에게 대한민국을 방문해줄 것을 요청했었다고 적었다. 그때 바오로 6세는 “마음은 간절하지만 남북한이 대치하고 있는 현 상황에서 정치적으로 오해받을 소지가 있다.”면서 아쉬워하였다고 한다. 결국 바오로 6세의 방한은 성사되지 못하였다.

## 교회 일치 운동

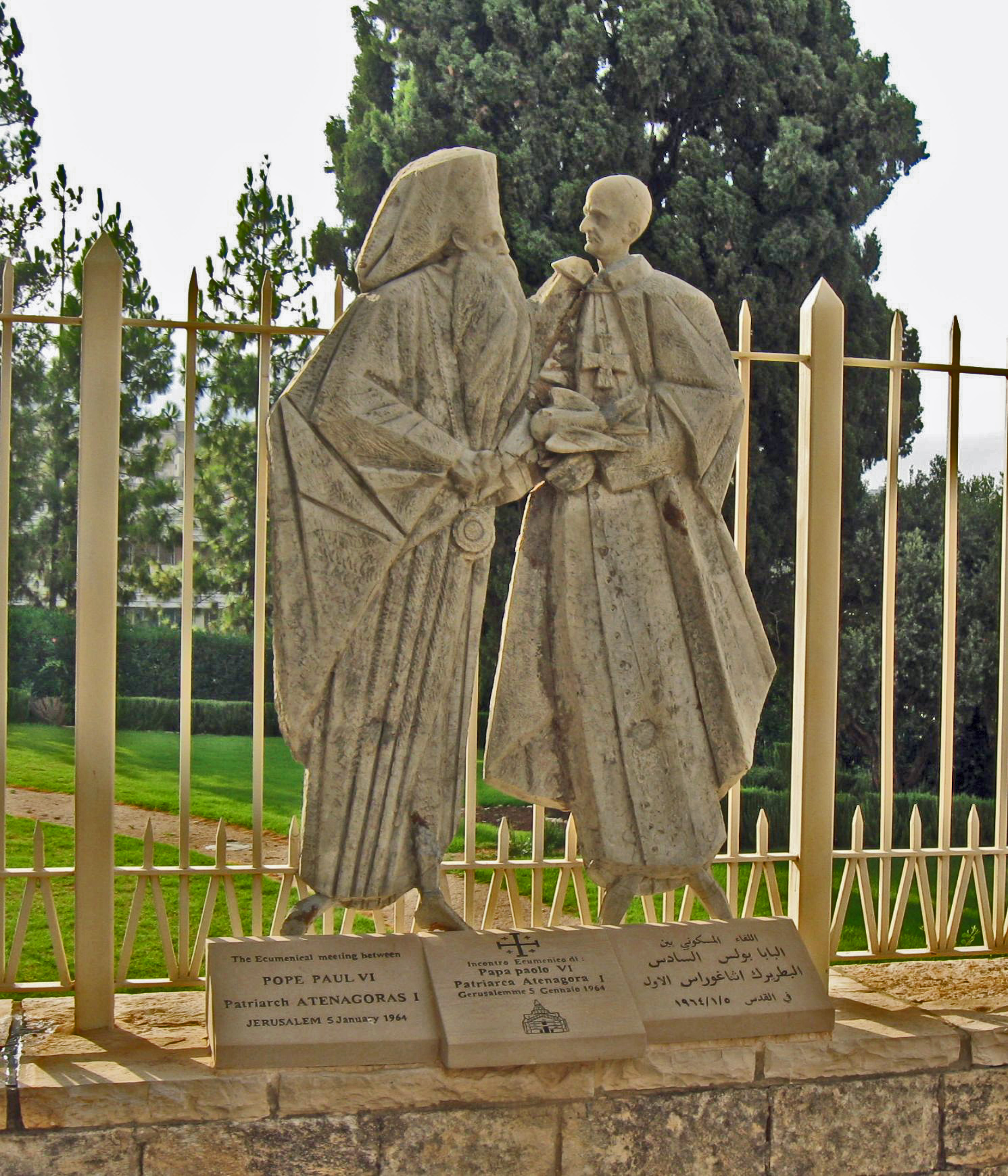
예루살렘에서 만남을 가진 교황 바오로 6세와 아테나고라스 1세 총대주교를 묘사한 석상.

제2차 바티칸 공의회를 전후하여 바오로 6세는 교회 일치를 위한 대화에 박차를 가하였다. 우선 그는 다른 기독교 종파 지도자들을 ‘갈라진 형제’라고 부르며 공의회에 옵서버 자격으로 참석시켰다.
바오로 6세는 9세기 이래 교황으로서는 처음으로 자매 교회인 동방 교회들을 방문하였다. 또한, 그는 수세기 이래 교황으로서는 최초로 동방 정교회의 여러 종교 지도자들과 만남을 가지기도 하였다. 특히 1964년 예루살렘에서 1054년 상호 파문 이래 처음으로 콘스탄티노폴리스 총대주교 아테나고라스 1세와 만났고, 이를 바탕으로 로마와 콘스탄티노폴리스 양측은 1965년 12월 7일 상호 파문을 취소하는 공동선언을 발표하는 등 친교를 회복하기 위한 걸음에 나서게 되었다.
바오로 6세는 영국 성공회의 지도자인 캔터베리 대주교와 공적으로 만난 최초의 교황이기도 하다. 바오로 6세는 캔터베리 대주교 마이클 램지와 공식적인 면담을 가지고 가톨릭교회와 성공회 간에 상호이해를 위한 길에 나서기로 합의하였다. 그러나 1975년과 1976년에 프레더릭 코건 캔터베리 대주교와 교환한 4통의 서신에서 성공회가 여성을 성직자로 서품하는 것을 허용한 것에 대해 문제를 제기하며 그러한 행위는 가톨릭교회와 성공회 양자간의 화해를 위한 노력을 중대한 난관에 빠뜨릴지 모른다고 유감의 뜻을 표명하였다.
1965년, 바오로 6세는 세계 교회 협의회와 함께 상호간에 긴밀히 대화하고 협력하기로 하였다. 3년 후, 교황청과 세계 교회 협의회는 여덟 차례 모임을 가졌으며, 1월 18일부터 25일까지를 그리스도인 일치 주간으로 기념해 공동 기도회를 갖기로 결정하였다.

## 말년과 죽음
1978년 3월 16일, FUCI 학생 시절부터 바오로 6세와 절친한 관계였던 기독교 민주당 정치인 알도 모로가 이탈리아 최대의 극좌 과격파 테러조직인 붉은 여단에 납치당하여 55일 동안 감금당하는 사건이 발생하였다. 과거 교황 비오 12세가 줄리아노 바살리 교수 사건에 개입한 전례도 있었기 때문에, 모로는 4월 20일에 교황이 직접 나서줄 것을 호소하였다. 당시 여든 살의 고령이었던 바오로 교황은 붉은 여단에게 모로를 풀어줄 것을 요청하는 서신을 직접 써서 보냈다.
| “ | 나에게는 당신들에게 명령을 내릴 수 있는 권한이 없으며, 그럴 생각도 없습니다. 다만 나는 그를 위대한 인류의 동포로서 그리고 학창 시절의 친구로서 -더 특별하게는- 같은 신앙을 고백하는 형제로서 그리고 그리스도교회의 한 아들로서 그를 사랑합니다. 내가 당신들에게 이렇게 간청합니다. 제발 모른 척 하지 말아 주십시오. 내가 무릎을 꿇고 이렇게 빕니다. 부디 알도 모로를 아무 조건 없이 무사히 풀어 주십시오. 나의 이 겸손하고 선의에 찬 간청을 봐서가 아니라, 그저 그가 당신들과 똑같이 존엄성을 가진 인류의 한 형제라는 점을 생각하시고 꼭 들어 주시기를 바랍니다. 붉은 여단 형제 여러분, 나한테, 수많은 사람의 목소리를 대신 전하는 나한테 당신들의 가슴 속에서 박애 정신이 승리할 것이라는 희망을 내게 주시기를 바랍니다. 나는 기도하면서 여러분으로부터 좋은 대답이 오기를 기다리겠습니다. 항상 여러분을 사랑하는 교황 바오로 6세 올림. | ” |

편지 내용이 공개되자 이탈리아 정부의 일부 관계자들은 교황이 붉은 여단에 대해 너무 저자세로 나갔다며 불만을 터뜨렸다. 교황은 초조해하며 모로의 몸값을 지불하는 방향을 모색하였지만 허사로 끝났다. 5월 9일, 알도 모로는 결국 로마의 한 자동차 안에서 총을 맞은 채 시신으로 발견되었다.

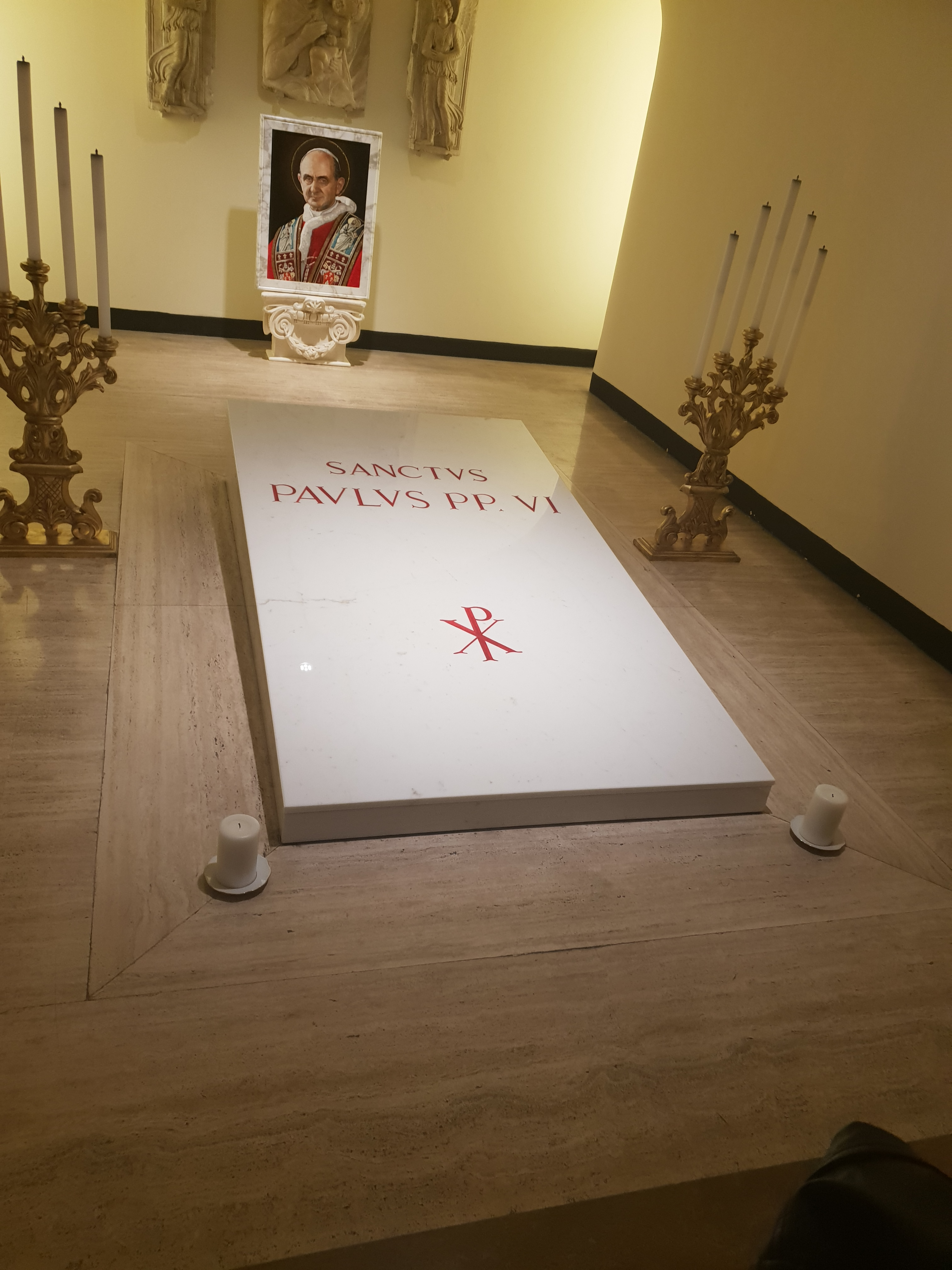
교황 바오로 6세의 무덤

이후 바오로 6세는 1978년 7월 14일에 바티칸을 떠나 20km 떨어진 카스텔간돌포에 있는 교황의 여름 별궁에 갔다. 건강이 좋지 않은 상태였음에도 그는 이탈리아의 새 대통령 산드로 페르티니와 두 시간 동안 만나는 것을 허락하였다. 저녁 시간에 텔레비전을 시청하면서 “말은 하느님께서 지으신 창조물 가운데 가장 아름다운 동물이다.”라고 말한 때가 바오로 6세가 평온했던 유일한 시간이었다. 그는 곧 호흡에 문제가 생겨 산소를 요청하였다. 다음날 일요일, 주님 거룩한 변모 축일 날, 그는 피곤하였지만 삼종기도를 하였다. 체온이 급격히 올라가면서 거동이 힘들어진 바오로 6세는 침실에 드러누웠다.
침대에 누운 채로 그는 주일 미사에 참례하였다. 노자성체를 모신 후, 교황은 3시간 동안 심근경색으로 엄청난 고통을 받으며 병마와 싸웠다. 1978년 8월 6일 밤 9시 40분(한국 시간 8월 7일 오전 4시 40분) 교황 바오로 6세는 카스텔간돌포에서 심장마비로 선종하였다. 바오로 6세의 시신은 카스델간돌포에서 2일간 7만여 명의 참배를 받은 뒤, 8월 9일 오후 6시 아무런 장식도 되지 않은 소박한 삼나무 관에 실려 로마까지 가도에 늘어선 조문객들 사이를 지나 운구되었다. 그리고 8월 12일 생전의 유언에 따라 바티칸 성 베드로 광장에서 경건하고 간소하게 장례 미사가 거행되었으며, 다른 교황들과 마찬가지로 성 베드로 대성전 지하에 안장되었다.

## 시복
교황 요한 바오로 2세는 1993년 3월 18일 신앙에 위배되지 않는다는 선언(Nihil Obstat)을 한 후에 바오로 6세의 시복 절차 착수를 지시했으며, 그 해 5월 11일에 바오로 6세를 하느님의 종으로 선언하였다.
2012년 12월 20일 교황 베네딕토 16세는 바오로 6세의 영웅적 덕행을 인정하여 그를 가경자로 선언하였다.
2013년 12월 바티칸은 1990년대에 생명을 부지하기 위해서는 낙태가 불가피했던 미국 캘리포니아의 한 여성이 다행히 아이를 무사히 출산하여 산모와 아이 모두 목숨을 부지했는데, 이를 바오로 6세의 전구를 통한 기적이었다고 발표했다. 의사에게 낙태를 종용받던 산모는 가톨릭 수녀에게 기도를 부탁했는데, 그 수녀가 바오로 6세의 상본과 제의 조각을 여성의 배에 올려놓고 기도를 바쳤기 때문이다. 이 소식에 교황 프란치스코가 이 기적을 가까운 미래에 승인할 것으로 기대되었으며, 따라서 바오로 6세가 조만간 시복되리라 전망되었다. 2014년 2월 교황청 시성성에 자문하는 가톨릭 신학자들은 바오로 6세의 전구로 기적이 일어났다는 것을 인정한다고 보고하였다.
2014년 4월 24일 이탈리아 잡지 《크레데레》는 2014년 10월 19일에 바오로 6세가 시복될 것으로 전망된다는 기사를 내보냈다. 잡지는 일부 추기경들과 주교들이 이미 인정받은 기적을 재차 확인해서 교황에게 승인을 요청하기 위해 5월 5일에 그를 알현할 것이라고 추가적으로 보도하였다. 교황 프란치스코가 바오로 6세의 전구를 통한 기적을 공식적으로 승인하면 뒤이어 시복 교령에도 서명할 것으로 전망되었다. 시성성은 회의를 열어서 바오로 6세의 전구를 통해 일어났다고 보고된 기적이 사실이라는 결론을 내렸다. 그리고 이에 대한 보고서를 곧 교황에게 제출하기로 하였다.
2014년 5월 9일 교황 프란치스코는 시성성 장관 안젤로 아마토 추기경을 만나고 바오로 6세의 전구에 의한 기적을 공식적으로 승인하였다. 그리고 2014년 10월 19일 세계주교대의원회의 제3차 임시 총회 폐막 미사에서 바오로 6세의 시복식을 거행하여, 그를 복자로 공식 선언하였다.
2018년 2월 21일 교황 프란치스코는 올해 안에 교황 바오로 6세가 성인이 될 것이라고 발표했다.

## 시성
2018년 10월 14일, 로마 성베드로 성당에서 교황 프란치스코의 집전으로 엘살바도르의 산살바도르 대교구장이었던 오스카 로메로 대주교(Oscar Arnulfo Romero Galdámez)등 6명의 복자들과 더불어 시성되었다. 프란치스코 교황은 미사에서 로메로 대주교가 1980년, 엘살바도르에서 살해될 당시 차고 있던 피 묻은 벨트를 매고, 교황 바오로 6세가 쓰던 성배와 목장(牧杖·주교의 권위를 상징하는 지팡이)을 사용하여 미사를 집전했으며 강론에서는 교황 바오로 6세를 "빈자들을 돌보는 쪽으로 교회의 방향을 외부로 향하게 한 '선지자'"로, 로메로 대주교는 "빈자와 자신의 교구민들에게 가까이 머물기 위해 자신의 안전과 목숨까지도 포기한 성직자"로 평가했다.
- 제2차 바티칸 공의회
- 바오로 6세 미사